# Marco Steinauer
Marco Steinauer, né le 13 avril 1976 à Einsiedeln, est un ancien sauteur à ski suisse.

## Palmarès

### Jeux Olympiques
| Épreuve / Édition | Nagano 1998 | Salt Lake City 2002 |
| Petit Tremplin    | 56e         |                     |
| Grand Tremplin    | 33e         | 45e                 |
| Par Equipes       | 6e          | 7e                  |

### Championnats du monde
| Épreuve / Édition | Épreuve / Édition | Thunder Bay 1995 | Trondheim 1997 | Ramsau 1999 | Lahti 2001 | Val di Fiemme 2003 | Oberstdorf 2005 |
| Petit Tremplin    | Petit Tremplin    | 14e              | 17e            |             | 25e        | 48e                |                 |
| Grand Tremplin    | Grand Tremplin    | 38e              | 32e            | 42e         | 36e        | 45e                | 46e             |
| Par Equipes       | PT                |                  |                |             | 9e         |                    | 8e              |
| Par Equipes       | GT                | 5e               |                |             | 9e         | 9e                 | 7e              |

### Championnats du monde de vol à ski
| Épreuve / Édition | Kulm 1996 | Oberstdorf 1998 | Vikersund 2000 |
| Individuel        | 37e       | 34e             | 30e            |

### Coupe du monde
- Meilleur classement final : 17e en 1996.
- Meilleur résultat : 4e.